# Leiophron deficiens
Leiophron deficiens is een insect dat behoort tot de orde vliesvleugeligen (Hymenoptera) en de familie van de schildwespen (Braconidae). De wetenschappelijke naam van de soort werd voor het eerst geldig gepubliceerd door Johannes Friedrich Ruthe in 1856.